# Koelreuteria paniculata
Espèce
Synonymes
- Koelreuteria apiculata Rehder & E. Wilson

Classification APG III (2009)
Statut de conservation UICN

 LC  : Préoccupation mineure
Koelreuteria paniculata, le savonnier, est un arbre de la famille des Sapindacées originaire de Chine et de Corée.
Il est devenu un arbre ornemental des régions tempérées pour son aspect esthétique.

## Synonymes
Savonnier de Chine, bois de Panama, arbre aux lanternes, arbre à pluie d'or, mimosa d'été, lampions de Chine.

## Description
C'est un arbre à croissance rapide qui peut atteindre une hauteur de 10 à 12 m à maturité. Son port est largement étalé, son écorce brune à brun pâle se fissure avec le temps.
Ses feuilles caduques sont pennées ou en partie bipennées, et font une quarantaine de centimètres de long. Elles sont constituées de folioles lobées ou dentelées, ou divisées en foliolules d'environ 10 cm de long. À l'automne, son feuillage vert devient doré.
Les fleurs, à quatre pétales jaunes, appréciées des abeilles, se forment à l'extrémité des rameaux en panicules de forme conique de 20 à 40 cm de long, d'où son nom en anglais : Goldenrain tree, « Arbre pluie d'or ». Ces panicules se forment en seconde partie d'été, et donnent naissance à des capsules en forme de lampion, longues de 3 à 6 cm et large de 2 à 4 cm. Celles-ci d'abord vert pâle deviennent brun-marron à maturité. Chaque lobe du fruit renferme une graine brun-foncé et sphérique d'un diamètre de 4 à 7 mm. Les fruits persistent jusqu'au printemps suivant.
Il est déclaré comme plante invasive dans certaines régions comme la Floride.

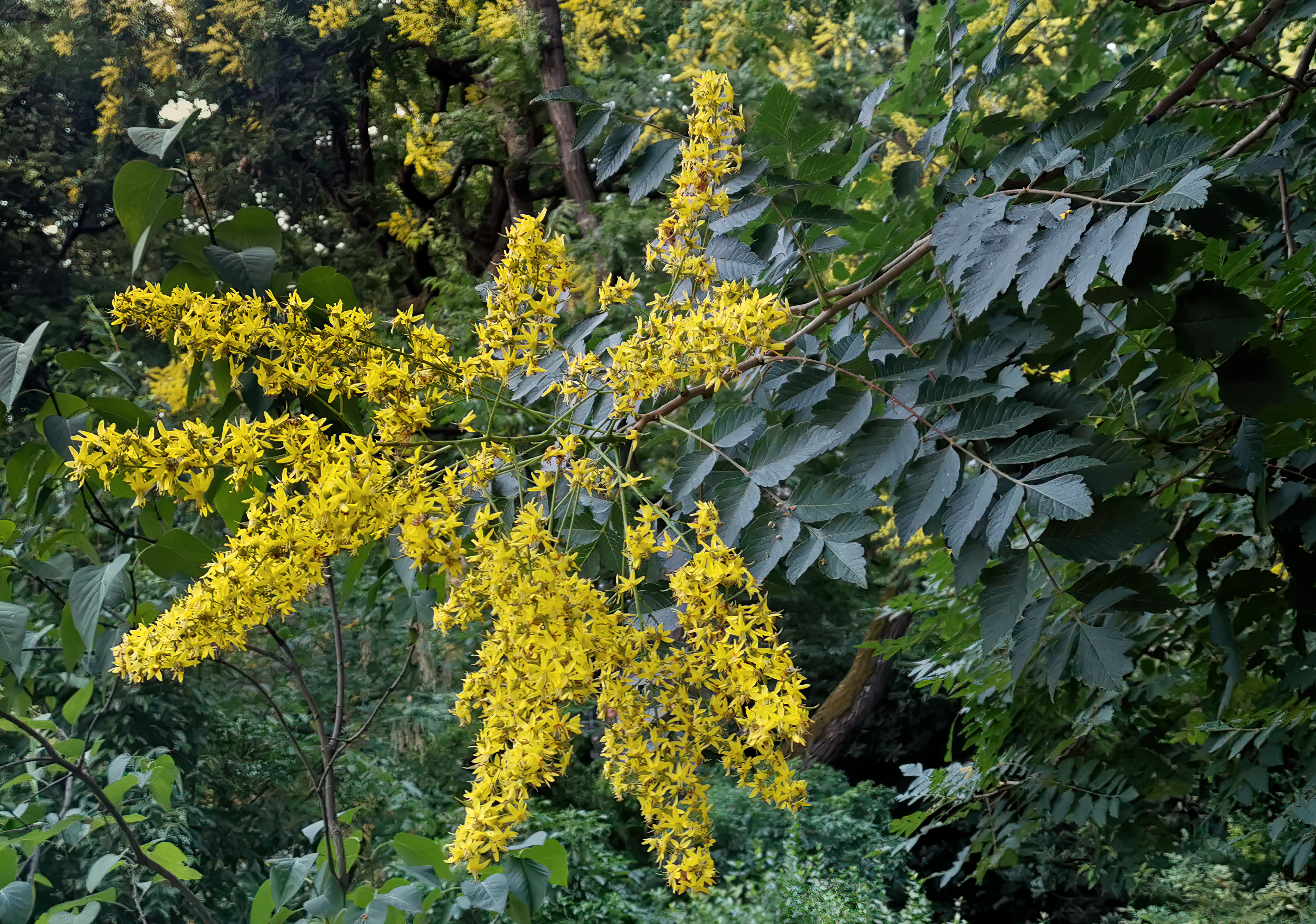
Feuilles et inflorescences
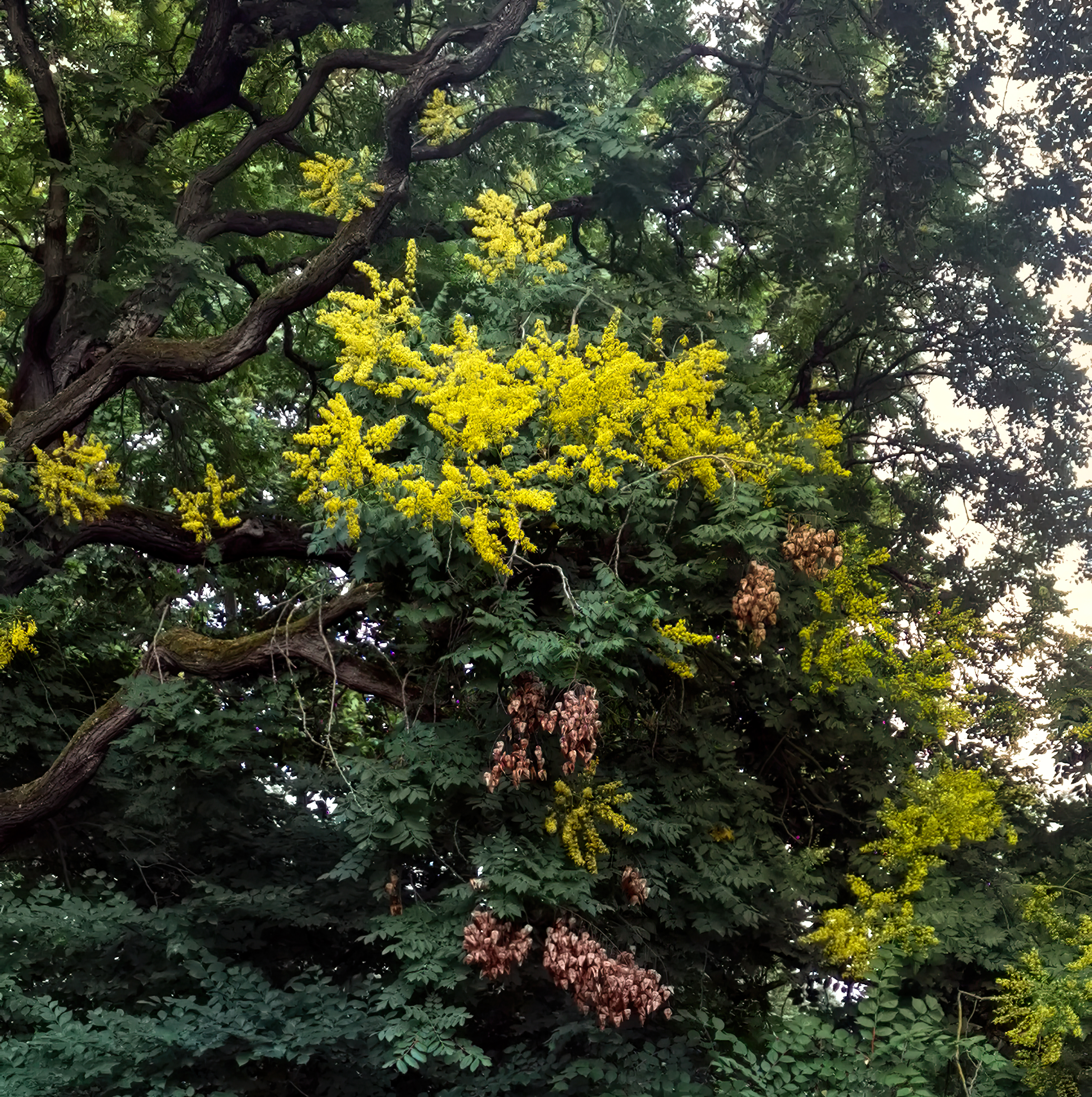
Inflorescences et fruits
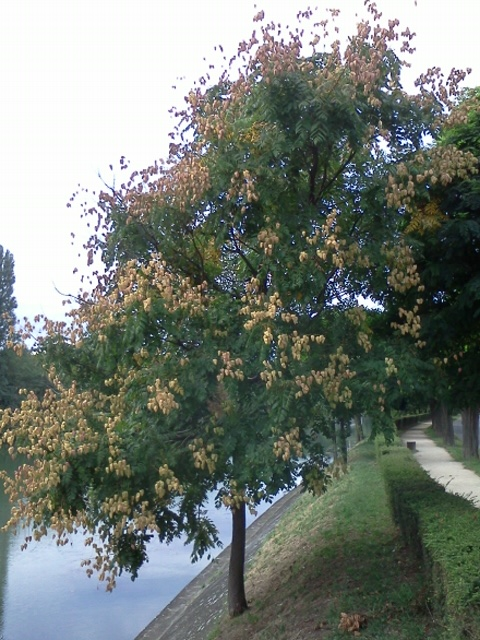
Avec ses capsules automnales

## Culture
Le savonnier est un arbre de culture facile qui a besoin d'une exposition en plein soleil. Il est rustique (Zone USDA 6), ne craint pas le gel et n'est pas la cible de ravageurs ou de maladies.
Il supporte aussi bien les sols sableux qu'argileux même s'ils sont pauvres, acides ou alcalins. Il supporte également le vent (malgré son enracinement superficiel) et la pollution atmosphérique.

## Utilisation
Le Savonnier est utilisé comme arbre d'alignement pour sa facilité de culture.
La saponine présente dans l'écorce et le fruit est utilisée en Asie pour faire du savon naturel d'où son nom de « Savonnier ».
En Asie, ses graines sont également utilisées pour faire des chapelets et des colliers.

## Galerie

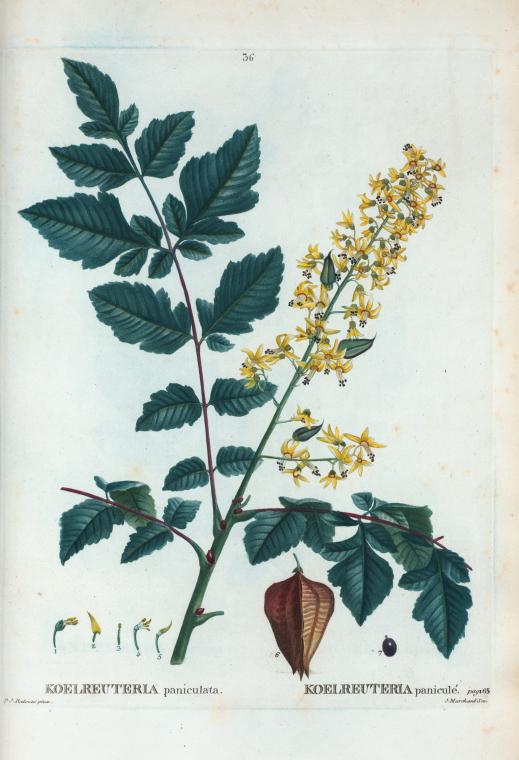
Planche botanique vers 1810
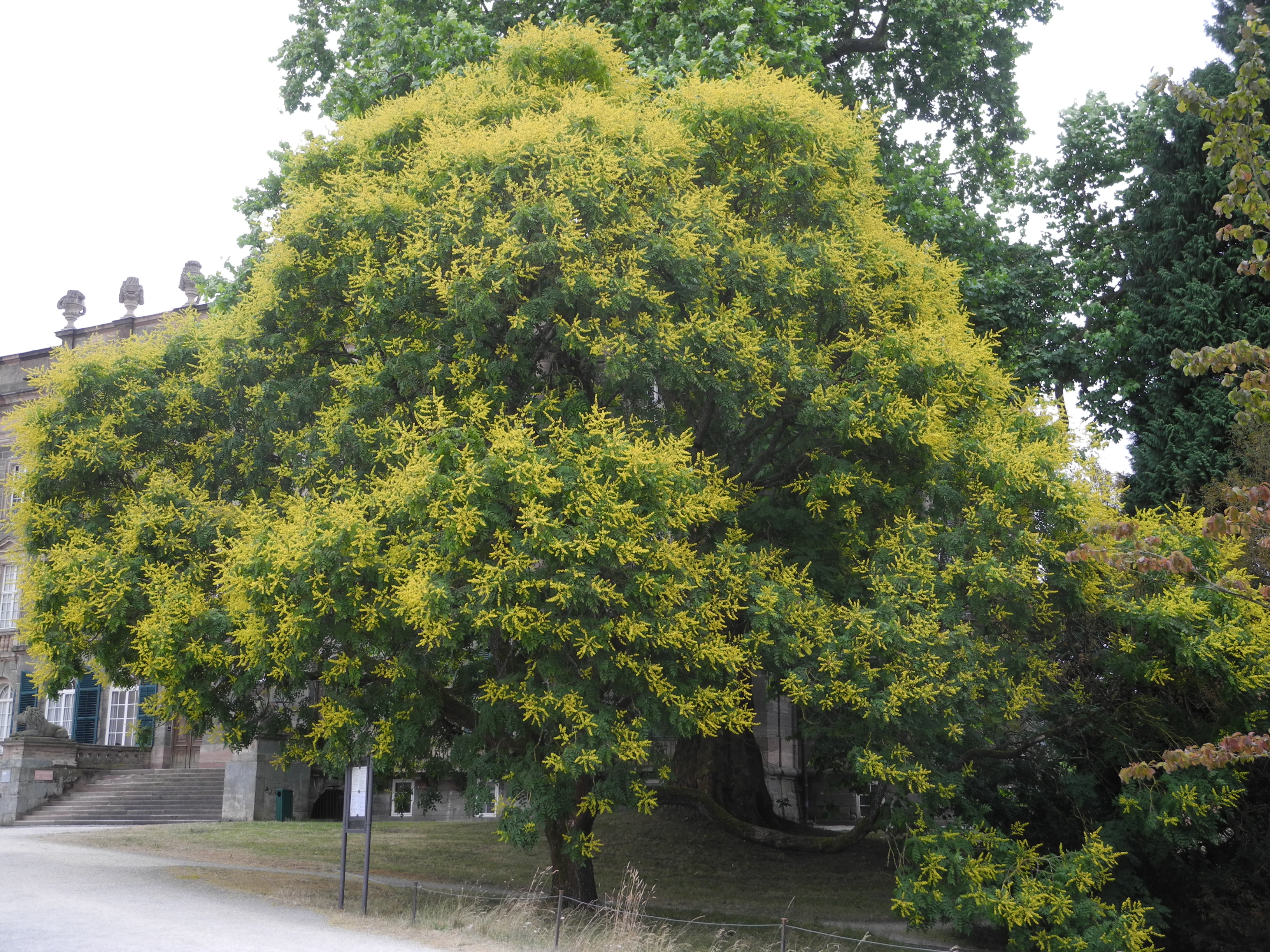
Arbre en fleurs
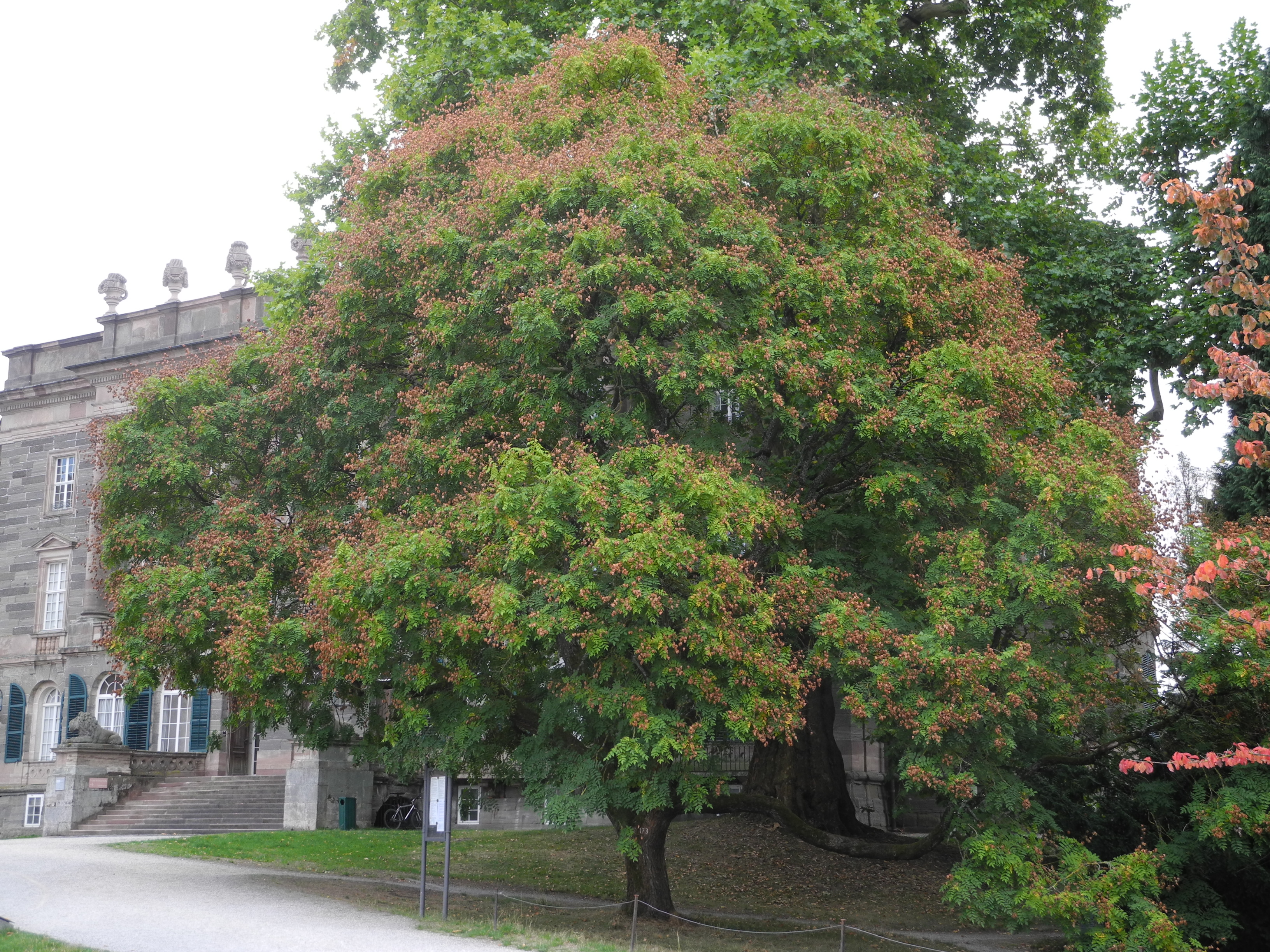
Arbre en fruits
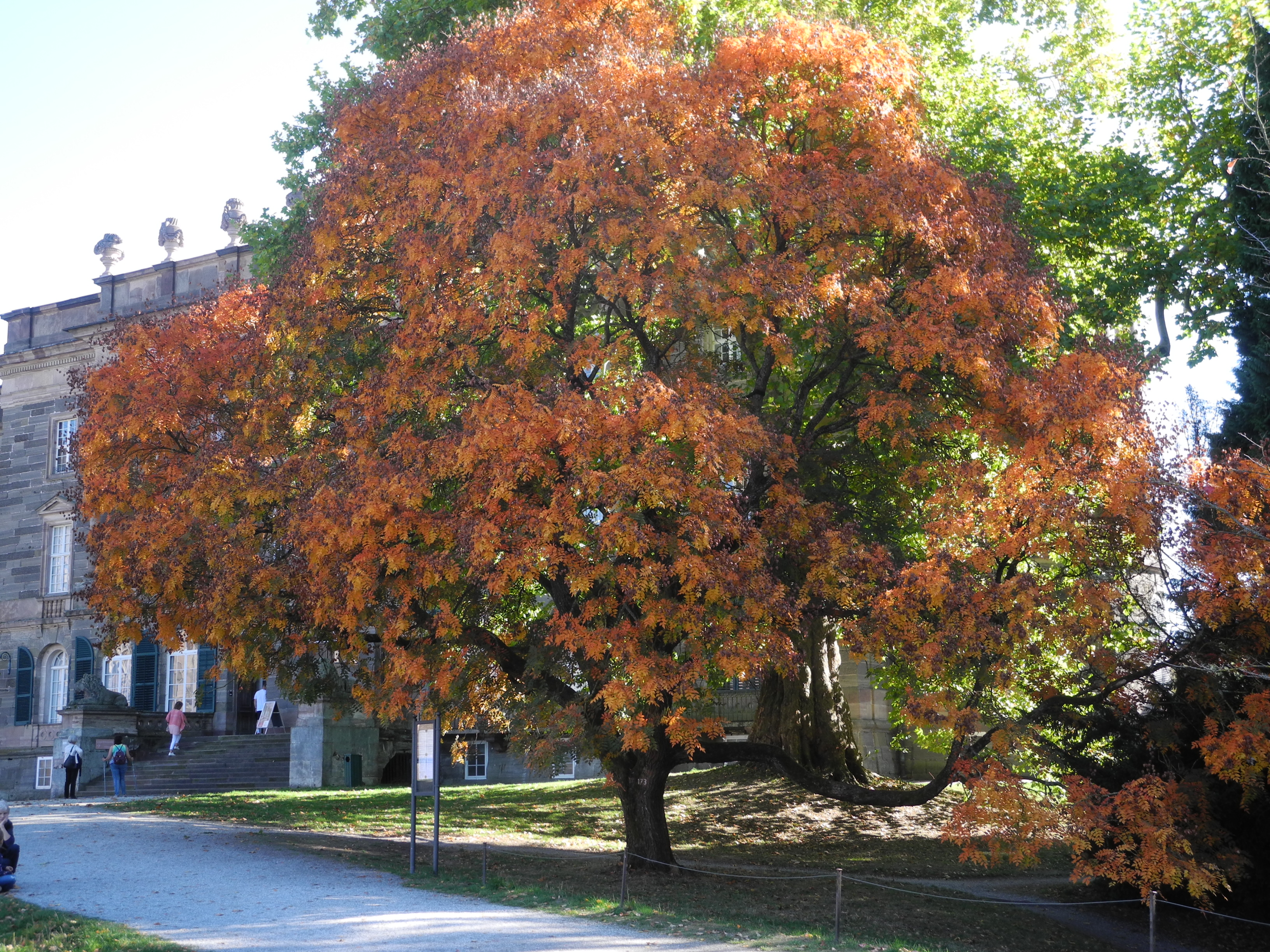
Arbre en automne
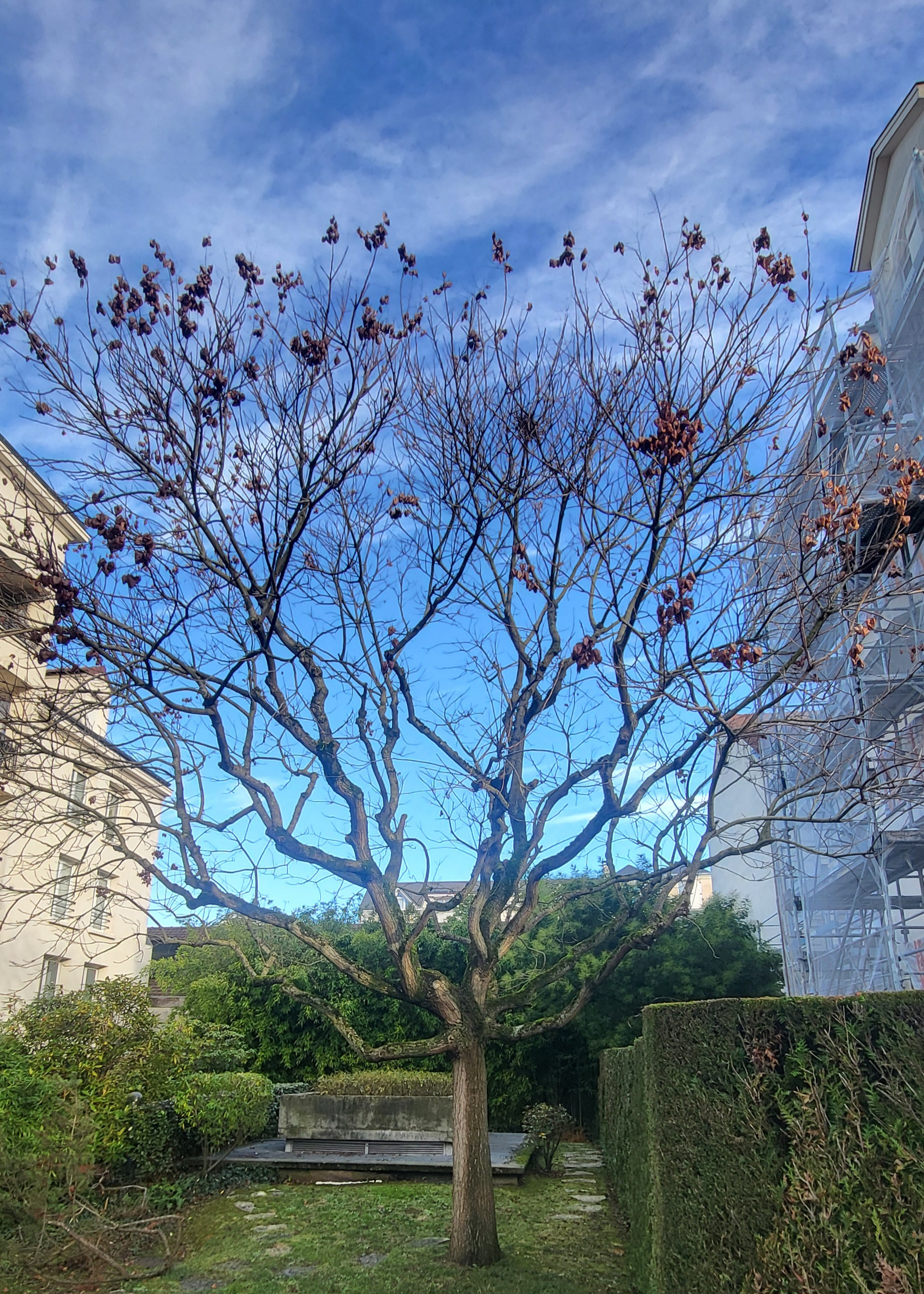
Arbre au port étalé ayant perdu ses feuilles
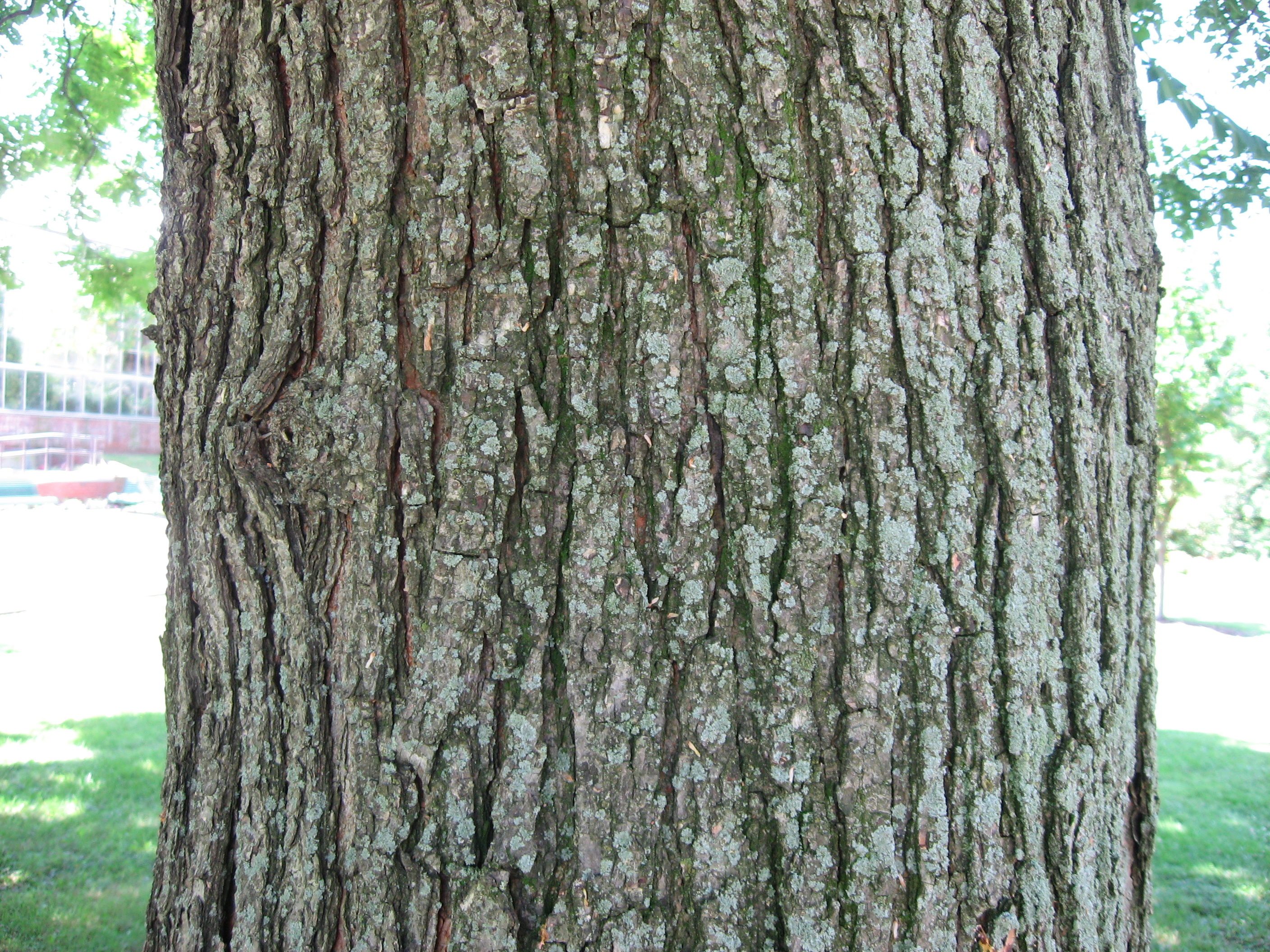
Tronc
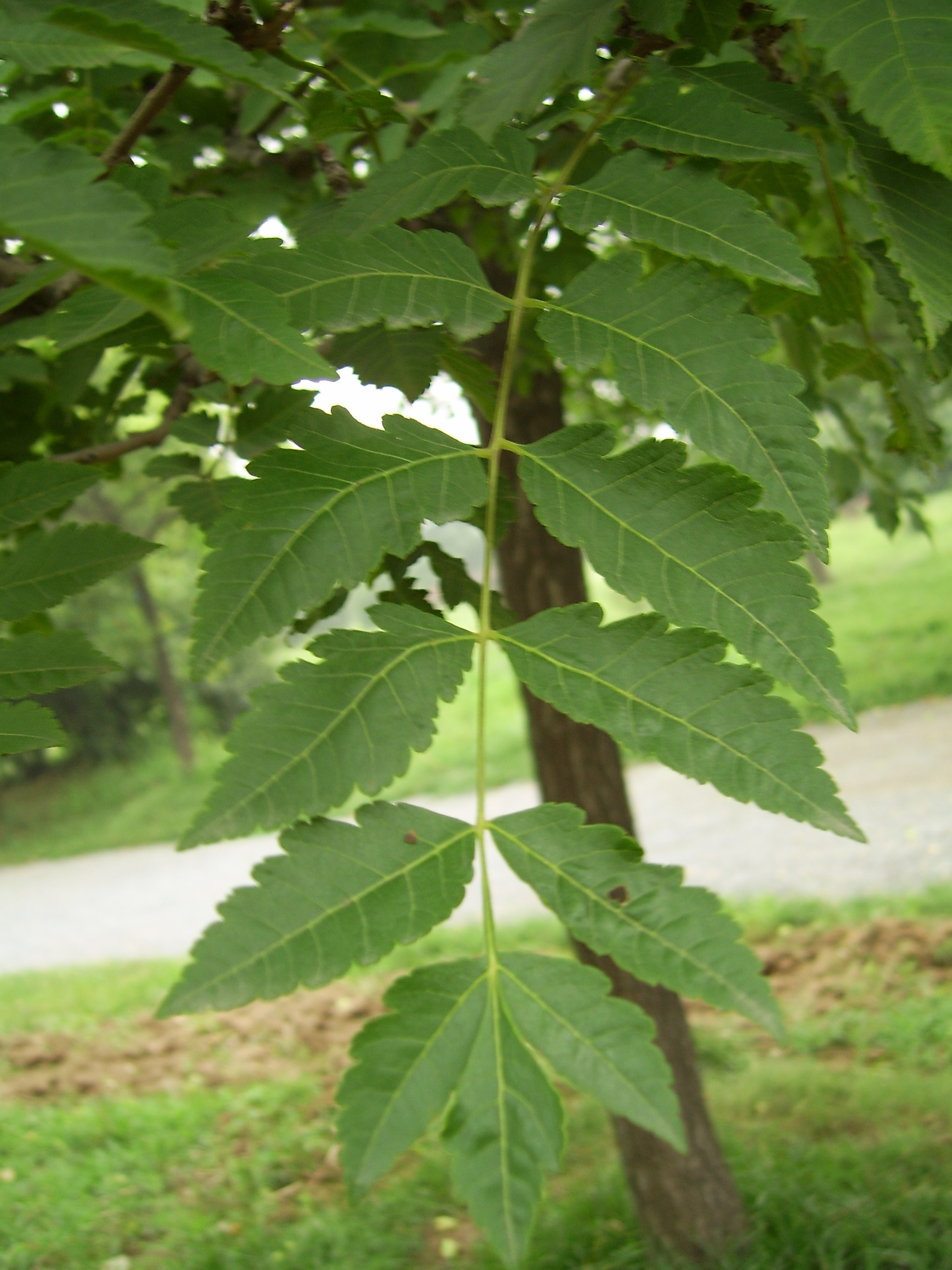
Une feuille composée
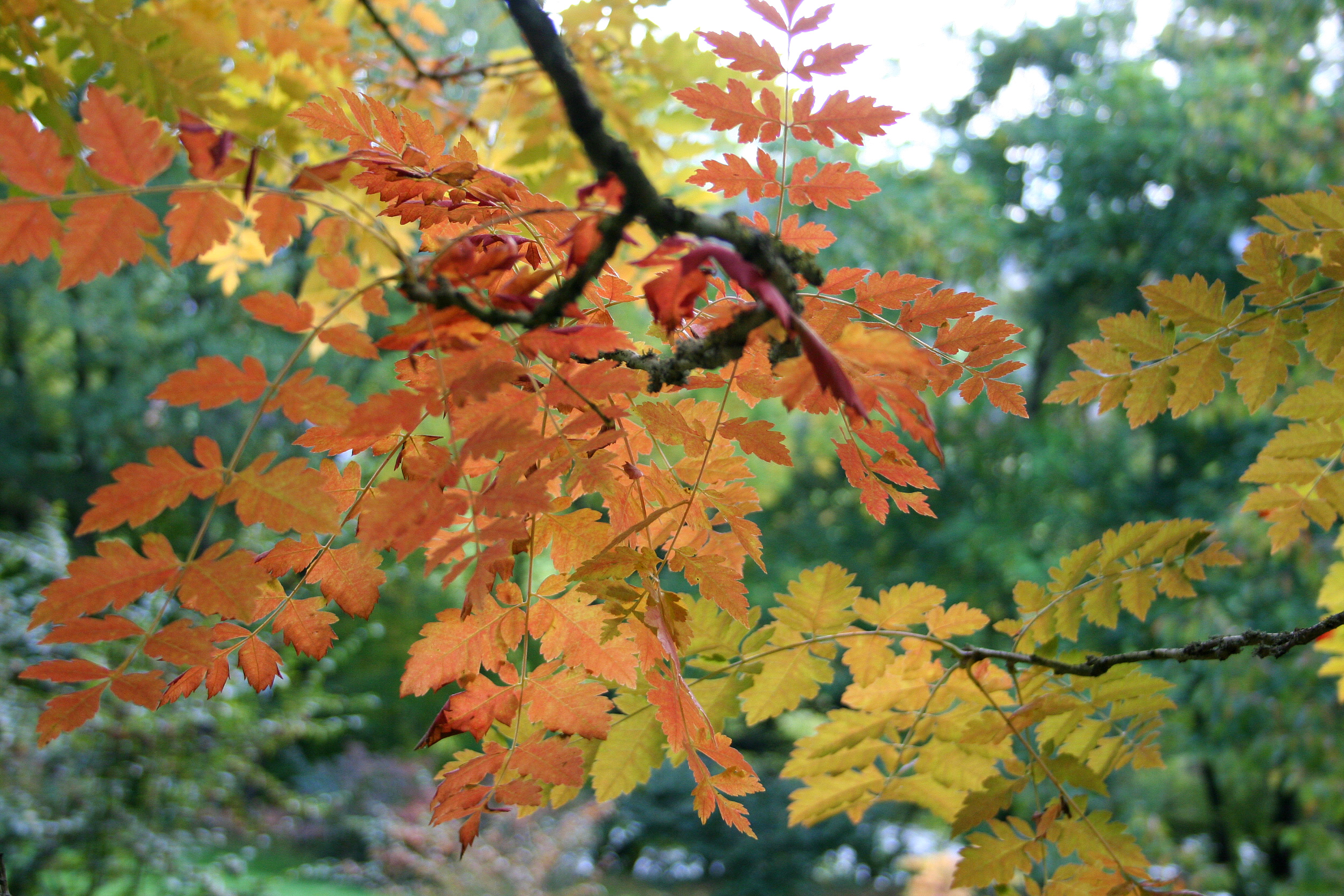
Feuillage d'automne
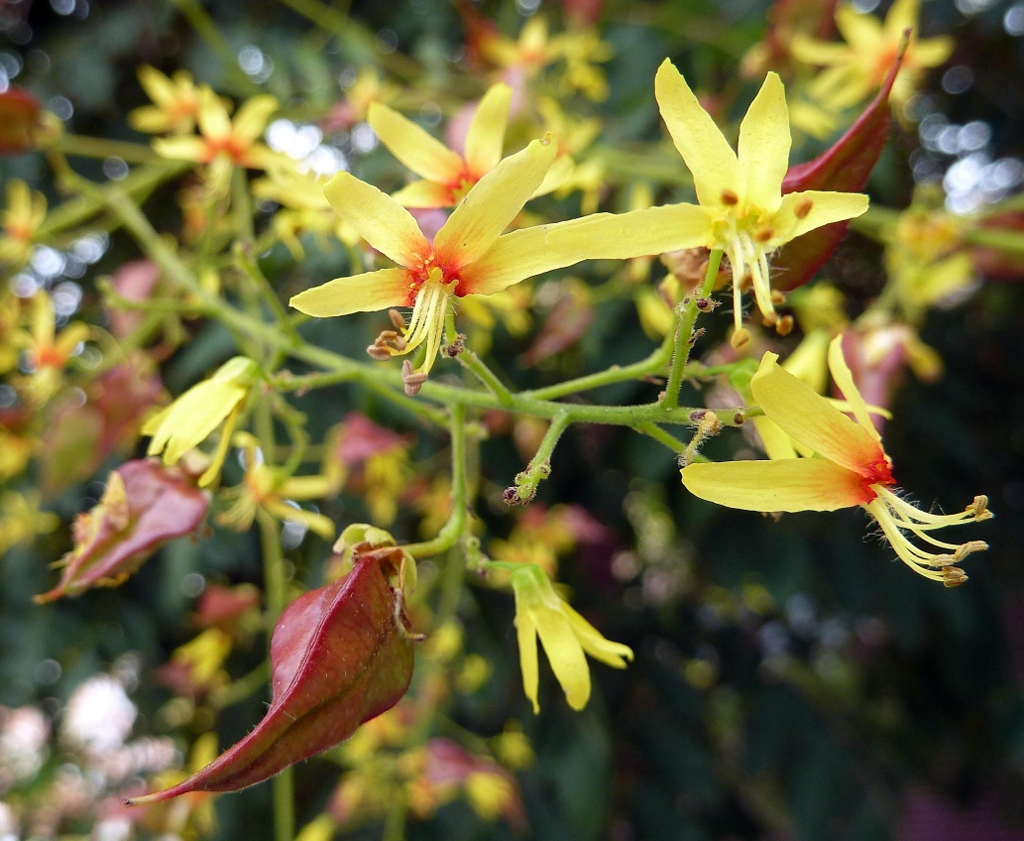
Détail des fleurs et fruit immature
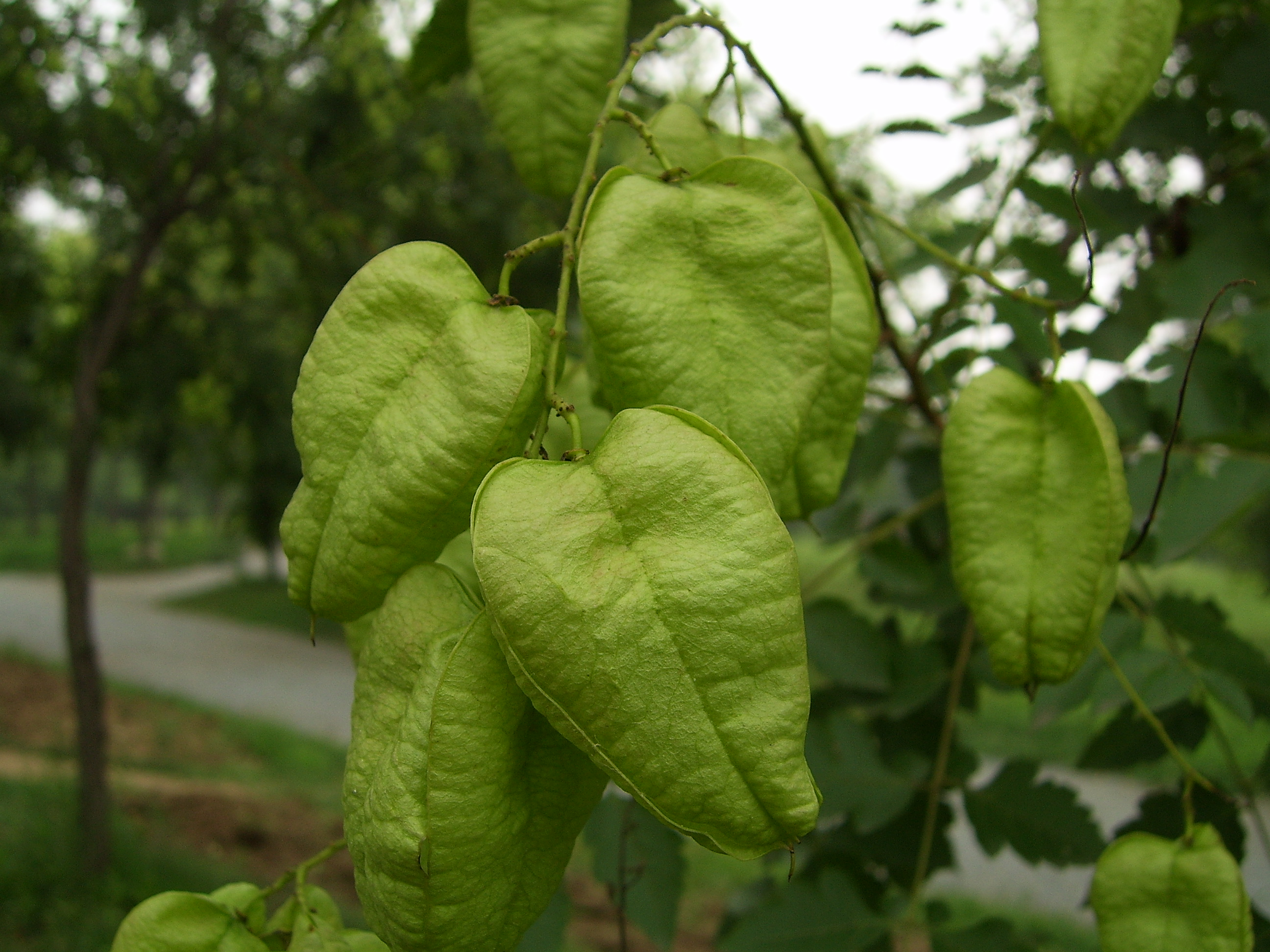
Fruits
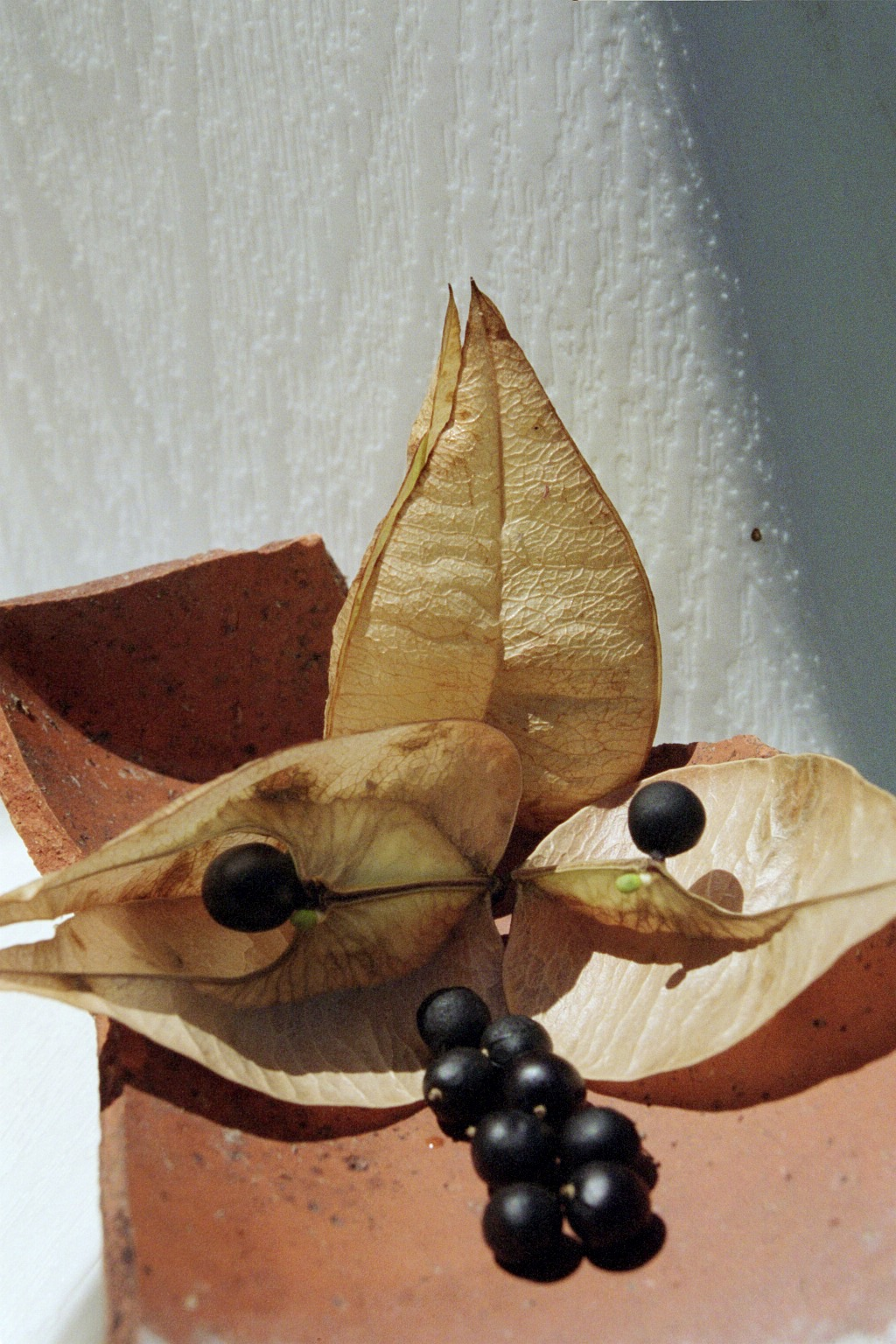
Graines
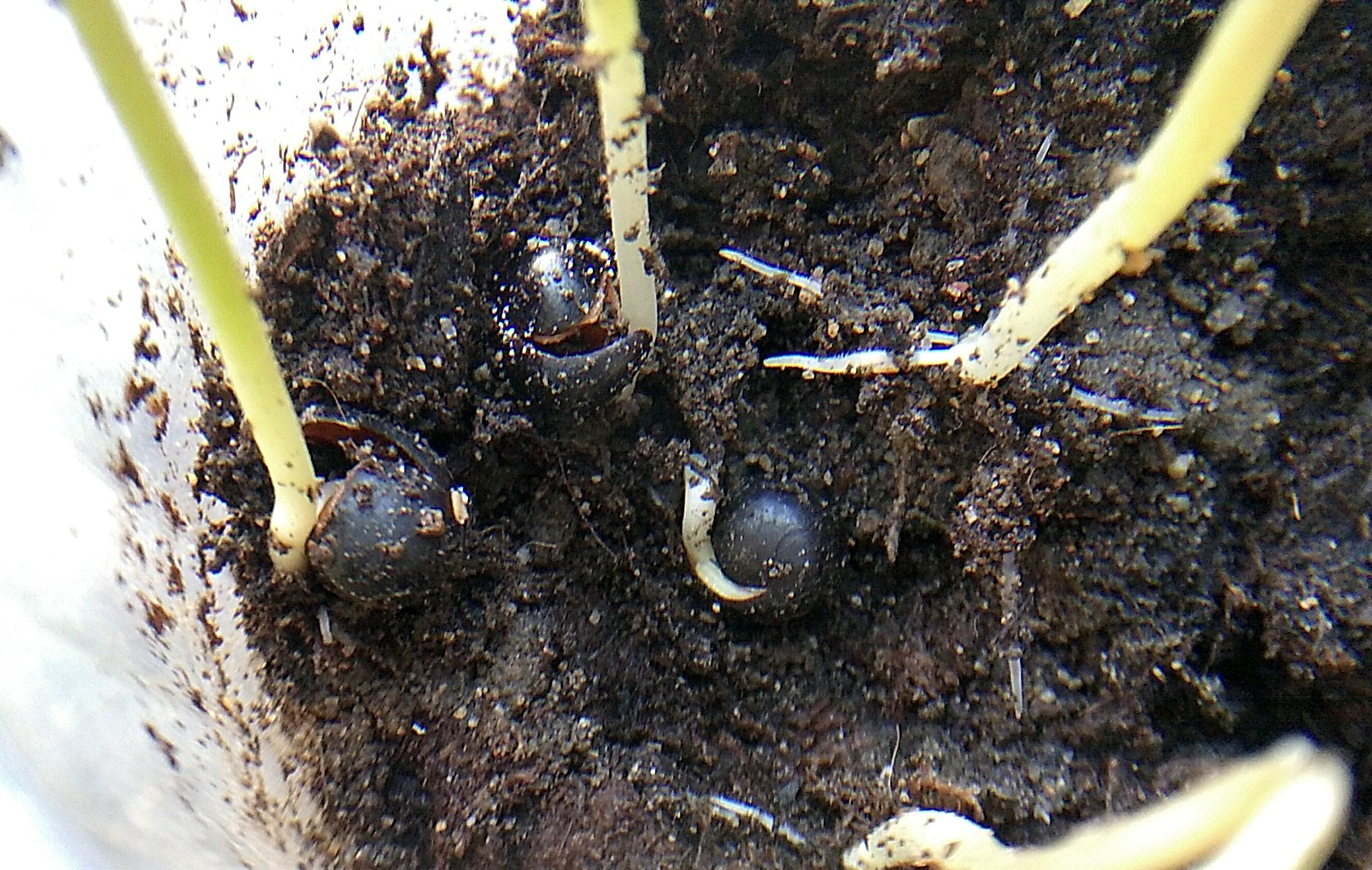
Germination des graines
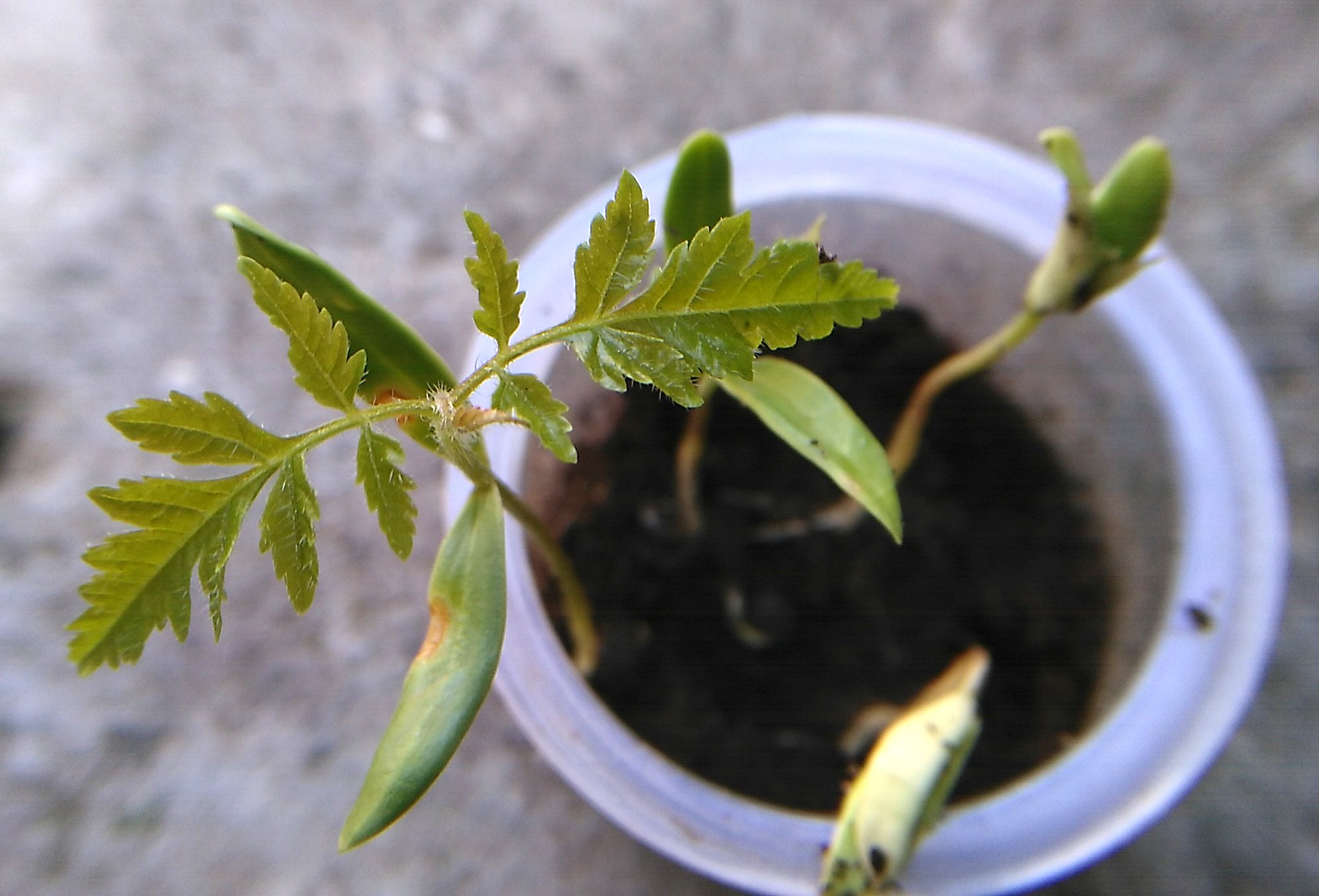
Plantule

## Sources
- Allen J. Coombes, Arbres, Éd. Larousse, 2005  (ISBN 2-03-560402-8).
- Fiche sur site lesarbres.fr